# Rösli Spiess
Rösli Spiess, née le 26 janvier 1896 à Glaris où elle est morte le 27 décembre 1974, est une musicienne et professeure de musique suisse.

## Biographie
Fille de Franz Spiess, musicien, et de Katharina née Weiss, Rösli Spiess grandit à Sondershausen, en Thuringe, où son père était premier violon dans l'orchestre de la cour. La nomination de ce dernier à l'Orchestre philharmonique de Dresde poussa la famille à y déménager, avant de retourner à Glaris en 1905.
Rösli Spiess reçut de son père ses premières leçons de violon à l'âge de neuf ans et se produisit en concert déjà pendant son enfance et son adolescence. Elle suivit la classe de concert de Willem de Boer au conservatoire de Zurich (1912-1913), puis l'enseignement d'Henri Petri à l'école de musique de Dresde. La situation politique incertaine et le décès de Petri l'incitèrent à rester à Glaris après les vacances d'été de 1914. Elle poursuivit ses études en 1916-1917 auprès de Fritz Wirt au conservatoire de Bâle.
Ses apparitions comme soliste ou avec des musiciens de renom attirèrent rapidement l'attention du monde musical suisse. À partir de 1918, elle participa à des soirées de musique de chambre avec le Spiess-Zweygberg-Quartett, composé aussi de son père, de Viktor Zack et de Lennart von Zweygberg. Elle fut admise au sein de l'Association suisse des musiciens en 1920. Elle se produisit en concert en 1923 avec le pianiste August Schmid-Lindner à Stuttgart et Munich, notamment dans des œuvres de Max Reger et d'Othmar Schoeck.
Malgré les succès rencontrés en Suisse et à l'étranger, elle renonça à poursuivre une carrière de violoniste. Célibataire et sans enfants, elle seconda son père dans le développement de la Musik- und Orchesterschule Glarus, où dès les années 1930 elle donna de plus en plus de cours de violon, piano et violoncelle, et poursuivit la tâche après le décès de celui-ci en 1956. Dès 1949, elle se consacra entièrement à l'enseignement. À la fin des années 1950, elle encouragea certains de ses étudiantes et étudiants les plus doués à fonder le Musikkollegium Junger Glarner, devenu plus tard le Glarner Musikkollegium. Le 18 mars 1973, elle donna un concert d'adieu avec la Musik- und Orchesterschule Glarus. En 1974, Rösli Spiess fut la première femme à recevoir le prix de la culture du canton de Glaris pour ses mérites dans le domaine de la pédagogie musicale.

## Sources
- Susanne Peter-Kubli (trad. Laurence Margairaz), « Rösli Spiess » dans le Dictionnaire historique de la Suisse en ligne, version du 6 septembre 2021.